# Piemonte (piroscafo)
Il Piemonte è un piroscafo a pale appartenente alla flotta della Gestione governativa Navigazione Laghi, ed ancor oggi operativo sul Lago Maggiore, venne costruito dai Cantieri della Escher Wyss di Zurigo nel 1904.
Il piroscafo fu varato nello stesso anno con il nome di Regina Madre e il 23 settembre 1904 entrò in servizio. 
Il piroscafo è dotato tutt'oggi di una macchina a vapore a duplice espansione tipo Compound sub orizzontale, le caldaie sono due generatori di vapore saturo tipo marina.
Nel 1950 la Gestione Governativa in base alla legge n.410 beneficiò di fondi straordinari per la ricostruzione, ammodernamento, della flotta. Grazie a questi fondi, sul piroscafo viene sostituito il sistema di alimentazione dei forni che passa così da carbone a nafta.
Nel 1965 rientra nuovamente in cantiere per ammodernamenti, naviga fino al 2003 quando viene completamente ristrutturato.  Dopo il restauro riprende la navigazione nel 2006, con rare uscite a noleggio. Nella primavera 2021 viene annunciato l'impiego regolare al sabato e alla domenica nel mese di maggio .
Il Piemonte è la più antica nave a vapore d'Italia ancora in esercizio, con motrice sub orizzontale a due cilindri di 400 CV complessivi,
È "uno degli ultimi mirabili esempi, perfettamente funzionanti di meccanica dell'inizio del secolo scorso."

## La macchina a vapore
La macchina a vapore (matricola della motrice 6949) del piroscafo nasce nel 1903 dalla Escher Wyss di Zurigo in Svizzera. È una macchina a vapore alternativa del tipo compound, ossia composita relativamente alla motrice, questo indica che lavora sfruttando più salti di pressione, facendo così espandere più volte il vapore, in più fasi, a pressioni via via decrescenti.
La spinta del piroscafo è data da due ruote a pale, collocate lateralmente circa sulla mezzeria della nave. Ciascuna ruota misura circa tre metri di diametro, ed è composta da nove pale orientabili con sistema eccentrico detto a Caporale. Spinto a tutta forza su ciascuna ruota si esercita un carico di circa 1500 kg. Le ruote non sono separabili.
Le caldaie sono due generatori di vapore saturo con due focolari ciascuna tipo marina a tubi da fumo in totale 188 tubi per caldaia. Costruzione ditta Ing. Bono, Milano 1972. Superficie radiante 84 metri quadrati. Temperatura del vapore 190 gradi. Produzione 2 tonn/h per generatore. Alimentazione delle caldaie con acqua di lago trattata e preriscaldata (50 gradi) 5700 litri per caldaia a pieno regime.
Pompe di alimento alternative

## Equipaggio
Il Piemonte richiede un equipaggio composto da sette persone, cinque delle quali in coperta e due all'apparato macchina; in più si aggiunge il personale del servizio ristorante. I ruoli dei membri dell'equipaggio sono:
- Comandante
- Timoniere
- Macchinista
- Fuochista
- Bigliettaio
- 2 addetti ai servizi di bordo

## Galleria d'immagini

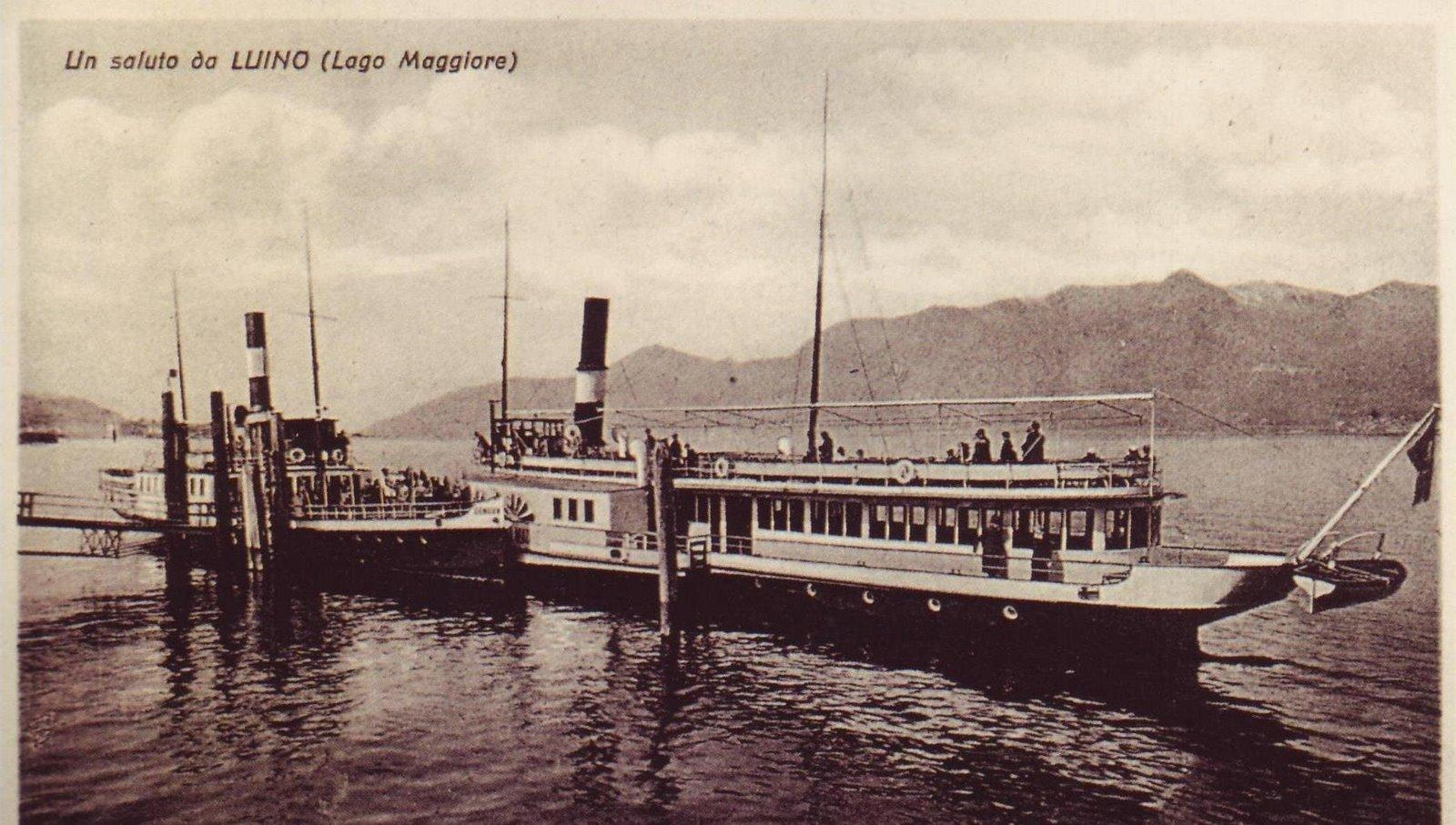
Regina Madre a Luino ai primi del Novecento
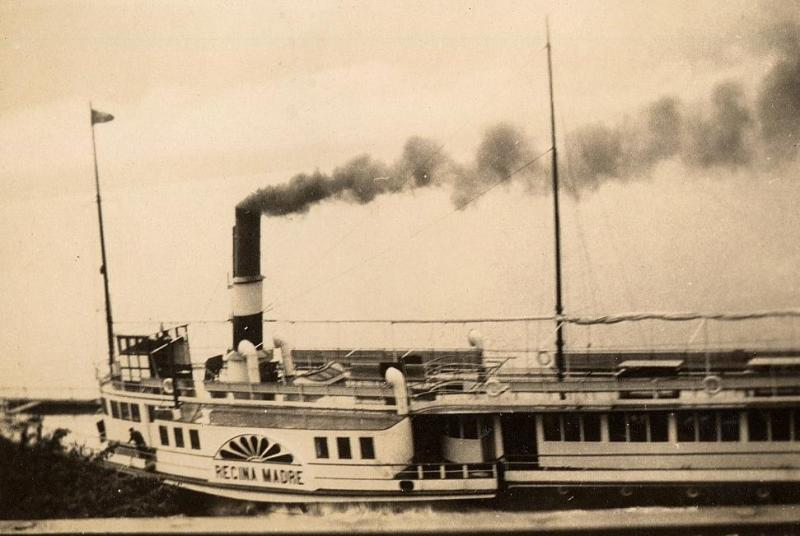
Regina Madre, foto dei primi del Novecento
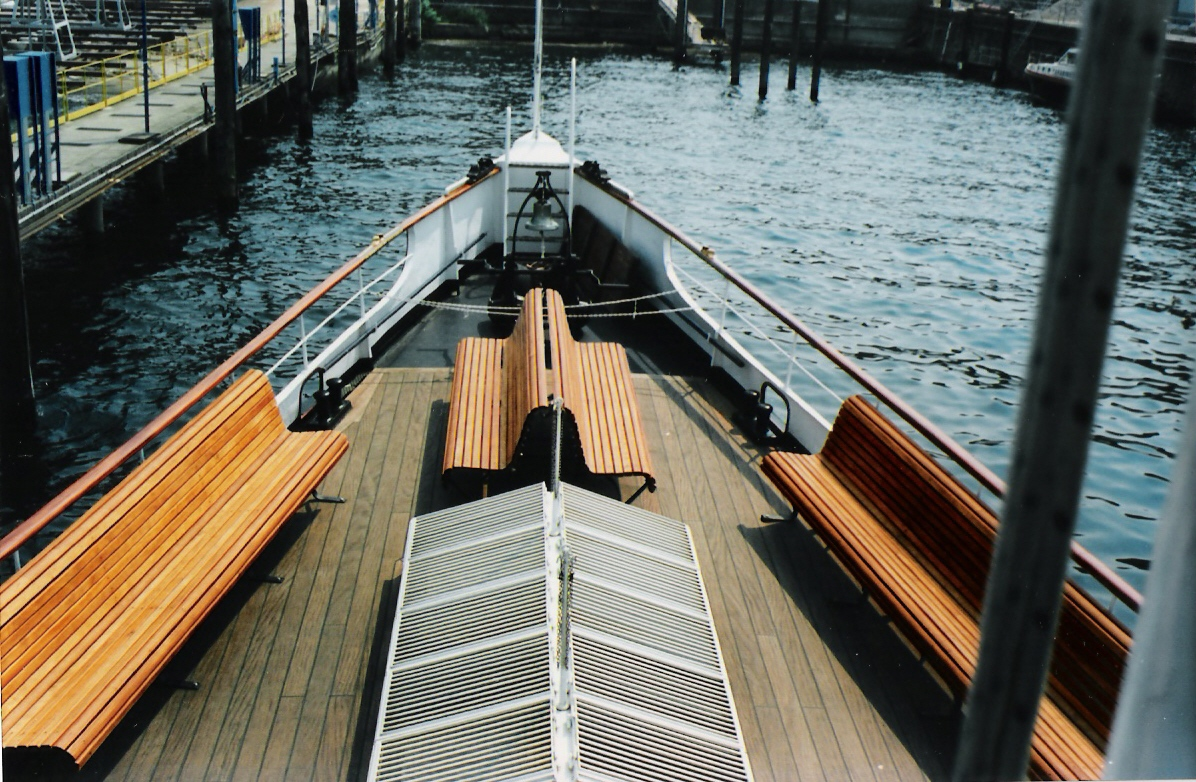
Vista della prua
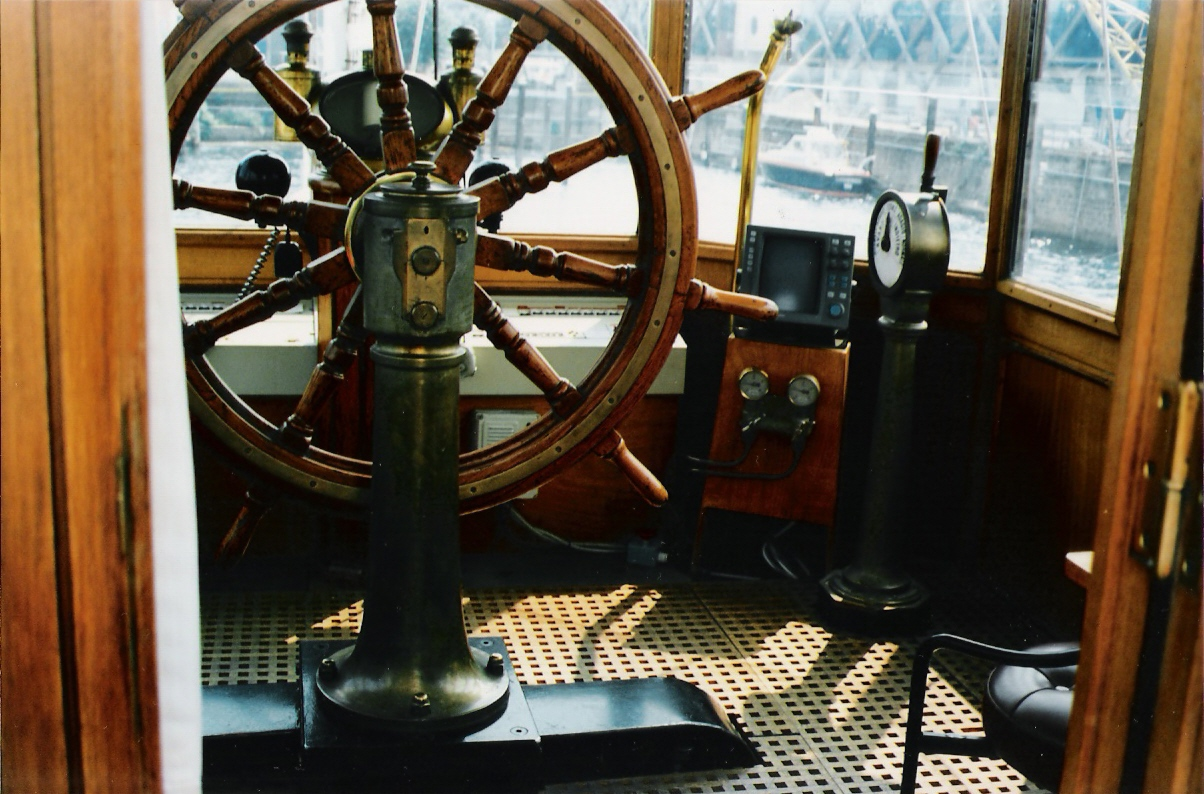
La plancia del Piemonte